# Abderrahmane Benkhalfa
Abderrahmane Benkhalfa, né le 2 juillet 1949 à Tiaret et mort le 23 avril 2021, est un expert financier et homme politique algérien, ministre des Finances du 14 mai 2015 au 11 juin 2016.

## Biographie
Docteur en sciences de Gestion, Abderrahmane Benkhalfa est diplômé de l'université de Grenoble.
Durant sa carrière il a occupé de nombreuses fonctions auprès de la Banque d'Algérie et été aussi délégué général de l'Association des Banques et des Établissements Financiers d'Algérie (ABEF).
Le 23 mars 2019, dans le contexte des manifestations contre une prolongation de son quatrième mandat, il appelle le président Abdelaziz Bouteflika à démissionner. 

### Mort
Abderrahmane Benkhalfa est décédé le 23 avril 2021 à la suite d'une infection au Covid-19.